# Miguel Cabrera
José Miguel Cabrera Torres, soprannominato Miggy (Maracay, 18 aprile 1983), è un giocatore di baseball venezuelano, prima base nei Detroit Tigers della Major League Baseball.
Dal suo debutto nel 2003, Cabrera è stato premiato due volte come MVP dell'American League, è stato quattro volte il migliore battitore della lega ed è stato convocato per dieci All-Star Game. Nel 2012 ha vinto la 17ª Tripla corona della storia della MLB, la prima in 45 anni.

## Carriera
Cabrera firmò il 2 luglio 1999 con i Florida Marlins come free agent amatoriale, progredendo attraverso il loro sistema delle minor league. Debuttò nella MLB il 20 giugno 2003, al Pro Player Stadium di Miami contro i Tampa Bay Devil Rays. Al termine della sua stagione di esordio vinse con la squadra le World Series. Cabrera giocò regolarmente per i Marlins nelle successive quattro stagioni, prima di essere scambiato coi Detroit Tigers nel tardo 2007. Nel 2012, Cabrera divenne il primo giocatore a vincere la tripla corona dei battitori, guidando l'American League con una media di .330 in battuta, 44 fuoricampo e 139 punti battuti a casa, vincendo il suo primo titolo di MVP. L'anno successivo le sue cifre in battuta migliorarono ancora, venendo premiato nuovamente come miglior giocatore.
Cabrera ha battuto 30 o più fuoricampo in nove stagioni, segnando oltre cento punti in undici stagioni consecutive (2004–2014). La sua media in carriera di .320 in battuta è la più alta tra i giocatori in attività con almeno cinque anni nelle major.

## Palmarès

### Club
- World Series: 1

Florida Marlins: 2003

### Individuale
- MVP dell'American League: 2

2012, 2013
- MLB All-Star: 11

2004–2007, 2010–2016
- Tripla corona dell'American League: 1

2012
- Silver Slugger Award: 7

2005, 2006, 2010, 2012, 2013, 2015, 2016
- Hank Aaron Award: 2

2012, 2013
- Miglior battitore dell'American League: 4

2011–2013, 2015
- Leader dell'American League in fuoricampo: 2

2008, 2012
- Leader dell'American League in punti battuti a casa: 2

2010, 2012

### Nazionale
- World Baseball Classic:  Medaglia di Bronzo

Team Venezuela: 2009